# Ріс Бовен
Ріс Бовен (англ. Rhys Bowen, що є псевдонімом Джанет Квін-Гаркін англ. Janet Quin-Harkin) — британсько-американська письменниця детективного жанру та авторка історичних романів. Її книги були номіновані на кожну з престижних літературних премій детективного та історичного жанрів, і на 2025 рік вона виграла двадцять із них. Її книги перекладено двадцятьма двома мовами, у тому числі китайською та арабською.

## Біографія
Закінчила Лондонський університет у 1963 році. Переїхала до Сполучених Штатів Америки, коли вступила в шлюб із Джоном Квін-Гаркіном. У них четверо дітей.
До того, як вона почала писати романи, працювала в драматичному відділі Британської телерадіомовної корпорації в Лондоні, а пізніше в Австралійській телерадіомовній корпорації в Сіднеї. Також працювала вчителем мистецтва драми та танців.
У 1981 році вона написала одну з перших шести книг, якими видавництво Бентам започаткувало серію «Солодкі сни».
У 1990-х роках Квін-Гаркін почала писати детективні романи для дорослих під псевдонімом Ріс Бовен. Вона написала три серії, кожна з яких дуже різна за тональністю: в одній розповідається про британську аристократку леді Джорджіну («Джорджі») в Англії 1930-х років; ще одна (яку наразі пише разом з дочкою Клер Бройлс) з ірландською іммігранткою Моллі Мерфі, яка працює приватним детективом на початку 1900-х років у Нью-Йорку; і третя — з валлійським поліцейським констеблем на ім'я Еван Еванс. Вона також є автором серії «Клуб бойфрендів» для молоді, в якому діють чотири першокурсниці середньої школи Альта-Меса (штат Аризона): Роні, Джинджер, Джастін і Карен.
Героїня серії про леді Джорджіну, є 35-тою в черзі на престол Британії, але вона розорилася і намагається вижити під час Великої депресії. Серія ніжно висміює британську класову систему, про яку Ріс знає багато, оскільки увійшла у сім'ю вищого класу, схожу на сім'ю Джорджіни, з двоюрідними братами з дурними прізвиськами, сімейними привидами та величними будинками. Чотири книги серії отримали премію «Агати» в номінації «Найкращий історичний роман» відповідно у 2011, 2014, 2017 і 2020 роках. Серія отримала премію «Вибір читачів» як улюблена містична серія, а Ріс була номінована за кар'єрні досягнення. Серію також визнано однією із 10 найкращих серій нагород «Вибір Goodreads».
Її останніми досягненнями стали історичні позасерійні романи «Над затокою ангелів», «У Фарлі Філд», «Сад перемоги», «Тосканське дитя», «З чого починається небо» та «Паризьке призначення». Вони отримали великі продажі по всьому світу та принесли Ріс багато нових читачів.
У дитинстві Ріс проводила час у родичів в Уельсі. Ці дитячі події забарвили її першу серію про констебля Еванса в горах Сноудонії. Вона написала десять книг серії, включно з номінантом на премію Едгара романом «Ворота Еванса».
Вона жила в Англії, Німеччині та Австралії, але вже багато років називає Каліфорнію своїм домом. Вона переїздить до квартири в Аризоні під час холодних каліфорнійських зим. Коли вона не займається творчістю, то любить подорожувати, співати, ходити в походи, малювати, грати на кельтській арфі та балувати своїх онуків.

## Твори

### Серія Евана Еванса
- Evans Above (Еванс вище) (1997)
- Evan Help Us (Еван, допоможи нам) (1998)
- Evanly Choirs (Хори Еванлі) (1999)
- Evan and Elle (Еван та Еллі) (2000)
- Evan Can Wait (Еван може чекати) (2001)
- Evans to Betsy (Еванс до Бетсі) (2002)
- Evan Only Knows (Тільки Еван знає) (2003)
- Evan's Gate (Ворота Еванса) (2004)
- Evan Blessed (Еван благословенний) (2005)
- Evanly Bodies (Тіла Еванлі) (2006)

### Серія Моллі Мерфі
- Murphy's Law (Закон Мерфі) (2001) (отримав премію Агати)
- Death of Riley (Смерть Райлі) (2002)
- For the Love of Mike (З любов'ю до Майка) (2003) (отримав премію Ентоні)
- In Like Flynn (Як Флінн) (2005)
- Oh Danny Boy (О Денні Бой) (2006)
- In Dublin's Fair City (У ярмарковому містечку Дубліна) (2007)
- Tell Me Pretty Maiden (Розкажи мені, красуне) (2008)
- In a Gilded Cage (У позолоченій клітці) (2009)
- The Last Illusion (Остання ілюзія) (2010)
- Bless the Bride (Благослови наречену) (2011)
- Hush Now, Don't You Cry (Тихо зараз, не плач) (2012)
- The Family Way (Сімейний шлях) (2013)
- City of Darkness and Light (Місто темряви і світла) (2014)
- The Amersham Rubies (Амершемські рубіни) (2015)
- The Edge of Dreams (Край мрій) (2015)
- Away in a Manger (Подалі в яслах) (2015)
- Through the Window (Через вікно) (2016)
- The Face in the Mirror (Обличчя в дзеркалі) (2016)